# Wan Hu
Wan Hu (萬虎 eller 萬戶) var enligt legenden en kinesisk man som levde på 1500-talet under Mingdynastin. Han ska ha blivit första människan i rymden då han avfyrade 47 fyrverkeripjäser kopplade med två laddningar med sig själv i en tron. Det tidigaste omnämnandet av denna man som hittats är i en bok från 1945 skriven av en amerikansk författare.
TV-serien Mythbusters på Discovery Channel visade att metoden Wan Hu ska ha använt sig av inte var möjlig. Inte heller med moderna raketer skulle det vara möjligt att göra som Wan Hu ska ha gjort.